# Batalha de Ichi-no-Tani

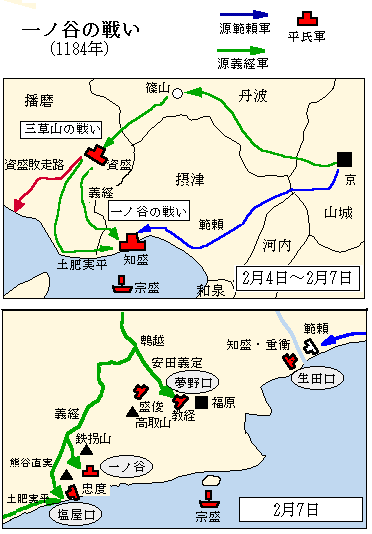
Desenvolvimento da batalha de Ichi-no-Tani.
Acima: O Clã Minamoto se divide em duas forças, Yoshitsune (em verde) e Noriyori (em azul); Yoshitsune entra em choque contra um contingente Taira antes de se dividir e cercar Ichi-no-Tani por três lados (centro).
Abaixo: Ampliação do complexo de Ichi-no-Tani, com vários contingentes do Clã Taira (em vermelho) defendendo várias posições; a fortaleza principal é a segunda a esquerda.

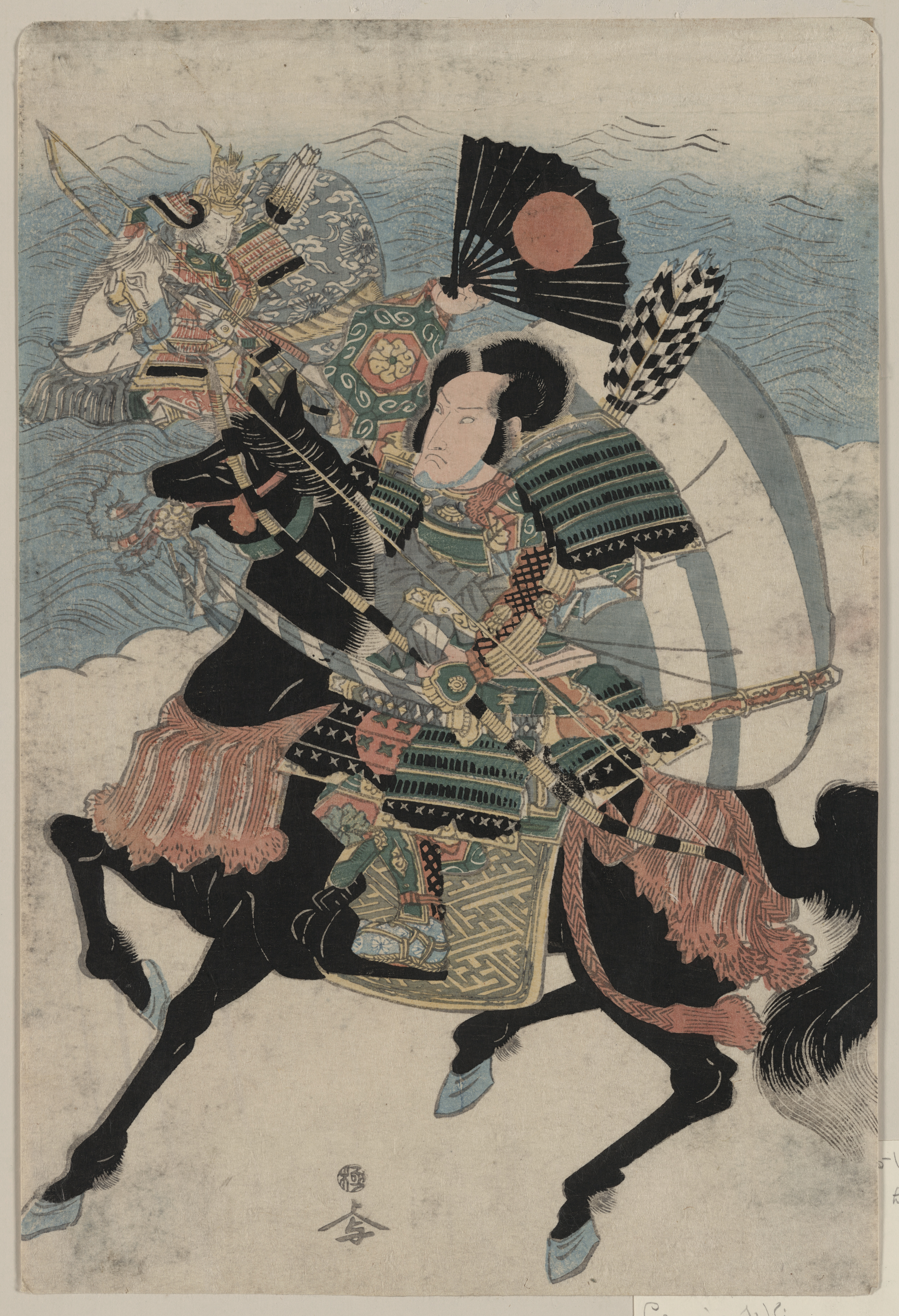
Kumagai Naozane e Taira no Atsumori

A Batalha de Ichi-no-Tani (一ノ谷の戦い, , Ichi-no-Tani no Tatakai) foi uma batalha entre o  Clã Taira e o Clã Minamoto durante as Guerras Genpei, ocorrida em 1184 no final do Período Heian da História do Japão.
Minamoto no Yoshitsune, Minamoto no Noriyori e o sohei (monge-guerreiro) Saitō no Musashibō Benkei foram convocados para combater o Clã Taira nas províncias ocidentais em 13 de março de 1184 chegam no Mar Interior de Seto na Fortaleza de Ichi-no-Tani, uma importante fortaleza costeira dominada pelos Taira na Província de Harima, ao oeste da atual Kōbe  ; este lugar era para onde as forças Taira se retiraram quando Minamoto no Yoshinaka os expulsou de Kyoto no ano anterior. A Fortaleza de Ichi-no-Tani era reforçada com dois pequenos fortes, Mikusuyama, ao norte e Ikuta no Mori a oeste e a parte traseira da fortaleza estava protegida por uma elevação; para poder atacar Ichi-no-Tani, primeiro era preciso atacar os fortes que a rodeavam.
Yoshitsune utilizou a seguinte tática de combate para poder realizar seu objetivo, dividiu inicialmente seu exército em dois grupos: um dirigido por ele mesmo com 10.000 homens avançaria para o oeste; enquanto que uma força de 50.000 homens sob o comando de Noriyori avançaria para o leste. Na noite de 18 de março estava próximo ao flanco ocidental do Forte Mikusuyama e conseguiu destruí-lo, deixando cerca de 500 mortos Taira, los três netos de Taira no Kiyomori que defendiam el forte fugiram para a ilha de Shikoku, ao sul do Mar Interior de Seto .
Após esta ação Yoshitsune divide novamente seu exercito em duas partes: uma com 7.000 homens sob comando de Doi Sanehira  iria para o oeste de Ichi-no-Tani; enquanto Yoshitsune seguiria comandando uma força de 3.000 homens que escalariam os montes escarpados que protegiam a retaguarda da fortaleza. Um ataque combinado das forças de Noriyori e Sanehira atacaram os homens do Clã Taira tanto no Forte Ikuta no Mori como na parte baixa da fortaleza. Assim quando o grupo de Yoshitsune iniciou a descida da escarpa, tendo Benkei como guia, fato que os Taira acreditavam ser impossível de realizar; acreditando que todos os homens de Yoshitsune estavam lutando nas duas frentes, não puderam fazer nada quando os viram entrar diretamente sobre a fortaleza .
Esta batalha foi uma das mais importantes da guerra, sobre todo pelos combates individuais que ocorreram e pela presença dos homens mais fortes do Clã Taira. Muitas das passagens deste combate estão dramatizadas na obra Heike Monogatari, assim como nas obras de teatro nō e kabuki , como a passagem da morte do jovem  Taira no Atsumori , de 16 anos de idade, pelas mãos Kumagai Naozane , que havia perdido um filho dessa mesma idade. Ao final, o Clã Taira foi desmoralizado e derrotado, muitos fugiram de barco para Yashima, ao sul; Taira no Tadanori, um dos comandantes da fortaleza foi morto em combate e Taira no Shigehira, outro comandante, foi feito prisioneiro e posteriormente executado por vergonha ao não cometer seppuku .